# Нандайл
Нандайл (бенг. নান্দাইল, англ. Nandail) — город на севере Бангладеш, административный центр одноимённого подокруга. Площадь города равна 13,05 км². По данным переписи 2001 года, в городе проживало 28 045 человек, из которых мужчины составляли 50,34 %, женщины — соответственно 49,66 %. Плотность населения равнялась 2149 чел. на 1 км². Уровень грамотности населения составлял 37,5 % (при среднем по Бангладеш показателе 43,1 %).